# Kepala Siring (Tanjung Sakti Pumu)
Kepala Siring is een bestuurslaag in het regentschap Lahat van de provincie Zuid-Sumatra, Indonesië. Kepala Siring telt 709 inwoners (volkstelling 2010).